# The Binding of Isaac: Rebirth
The Binding of Isaac: Rebirth é um jogo eletrônico independente do gênero roguelike desenvolvido por Edmund McMillen e publicado pela Nicalis, lançado originalmente para Microsoft Windows, OS X, Linux, PlayStation 4 e PlayStation Vita em 2014. O título e o enredo do jogo foram inspirados pela história bíblica do sacrifício de Isaque. Na história, Isaac foge para o porão de sua casa depois que sua mãe recebe uma mensagem de Deus exigindo a vida de seu filho como prova da sua fé, com ele devendo lutar contra vários monstros para sobreviver. Os jogadores controlam Isaac ou um dos outros dez personagens desbloqueáveis através de andares gerados aleatoriamente, derrotando inimigos em combate em tempo real e coletando itens e poderes a fim de derrotar os chefes e, eventualmente, a mãe de Isaac.
É uma recriação do jogo original desenvolvido em Flash por McMillen e Florian Himsl em 2012. Rebirth foi desenvolvido com um motor de jogo mais avançado que lhes permitiu superar as limitações do Flash, adicionando mais conteúdo que McMillen queria no jogo original, além de inserir novas características de jogabilidade. Uma expansão chamada Afterbirth foi lançada em 2015, ampliando o número de itens e de personagens jogáveis. Uma segunda expansão chamada Afterbirth † foi publicada em 2017 e  incluiu suporte para criação de conteúdo pelos próprios jogadores.
Assim como a versão original, The Binding of Isaac: Rebirth recebeu criticas positivas. Os revisores destacaram a melhora na jogabilidade e nos gráficos em comparação ao jogo do Flash, os controles fáceis e "novos recursos aparentemente intermináveis". Em julho 2015, as duas versões de The Binding of Isaac já tinham vendido juntas mais de cinco milhões de cópias em todo o mundo.

## Jogabilidade

Isaac (acima) e o chefe do fim da fase (abaixo). Na parte superior esquerda está um item reusável, o indicador de saúde e a quantidade de moedas, bombas e chaves que o jogador possuí. No canto inferior esquerdo é possível ver uma bugiganga carregada pelo personagem.

Como na versão original, The Binding of Isaac: Rebirth é um jogo eletrônico visto de cima para baixo no estilo dungeon crawl de ação e aventura que usa sprites bidimensionais. O jogador controla Isaac ou um dos outros dez personagens desbloqueáveis explorando as masmorras localizadas no porão da casa de Isaac. Os personagens diferem em velocidade, quantidade de saúde, resistência a danos que podem sofrer e outros atributos. O jogo incorpora a mecânica dos roguelikes tradicionais, como na aleatoriedade na geração de itens e dos níveis, bem como o sistema de morte permanente onde uma vez que o personagem morre, o jogador é obrigado a recomeçar sem nenhum item previamente coletado. Também é possível sair de uma partida e retomá-la posteriormente no mesmo local onde o jogador havia parado.
O jogador deve lutar contra monstros em um quarto usando suas próprias lágrimas como arma em cada andar do porão. É necessário derrotar todos os inimigos antes de prosseguir para a próxima sala. Uma vez limpa, ela permanecerá livre, permitindo que o jogador volte para traçar o seu caminho para o próximo nível, embora não é possível retornar uma vez que isso aconteça. Ao longo do caminho, o jogador pode coletar dinheiro para comprar objetos em lojas, chaves para destrancar quartos e baús especiais, e bombas que danificam inimigos e abrem passagens secretas. The Binding of Isaac: Rebirth também introduz um modo cooperativo local, que pode ser ativado a qualquer momento. Enquanto o primeiro jogador controla Issac ou algum dos outros personagens, o segundo assume a forma de um bebê com a habilidade de voar e um atributo especial, mas que não tem a capacidade de coletar itens. Ambos dividem entre si os atributos do primeiro jogador, como força e saúde.
Outros métodos de derrotar inimigos se tornam possíveis à medida que o personagem ganha itens de poder que são automaticamente usados quando coletados, alterando atributos centrais do personagem como o aumento da saúde ou a força de cada lágrima, ou causar efeitos colaterais adicionais, tais como para permitir que os tiros sejam carregados depois de pressionar um botão do controlador por um curto período de tempo. Itens de poder incluem passivos que melhoram os atributos do personagem automaticamente, ativos que podem ser usados uma vez antes de serem recarregados novamente depois de completar uma quantidade predeterminada de salas, e de uso único como comprimidos ou cartas de tarô que conferem um benefício quando utilizados, tais como recuperação completa da saúde e aumento ou diminuição de todos os atributos do personagem. O efeito dos itens de poder podem ser combinados para que o jogador consiga efeitos benéficos.
Há dez andares no calabouço e cada um inclui um chefe que o jogador deve derrotar antes de continuar para o próximo nível. No sexto andar o jogador luta contra a mãe de Isaac; após derrotá-la, ele rasteja para dentro de seu ventre. A partir desse ponto o jogo fica significativamente mais difícil, culminando em uma batalha contra o coração da mãe no oitavo andar. Os outros dois andares dependem da escolha do jogador, que podem optar por enfrentar Satanás ou o próprio Isaac. Ganhar o jogo com determinados personagens ou por determinadas condições desbloqueia novos itens de poder, que podem aparecer na masmorra ou equipados por um dos personagens. O jogo também exibe a partir do menu todos os itens encontrados.

## Sinopse

### Personagens
Ao iniciar The Binding of Isaac pela primeira vez, os jogadores podem escolher apenas Isaac para jogar. Porém, cumprir certos requerimentos específicos desbloqueia outros dez personagens jogáveis: Magdalene, Cain, Judas, ??? (também conhecido como Blue Baby), Eve, Samson Azazel, Lazarus, Eden e The Lost. A mãe de Isaac, representada apenas por uma de suas pernas, é a antagonista do jogo. Dependendo da escolha do jogador, também é possível enfrentar Satanás e O Cordeiro ou o próprio Isaac e sua versão póstuma como chefes. Além desses, o jogo ainda conta com uma vasta quantidade de chefes menores.

### Enredo

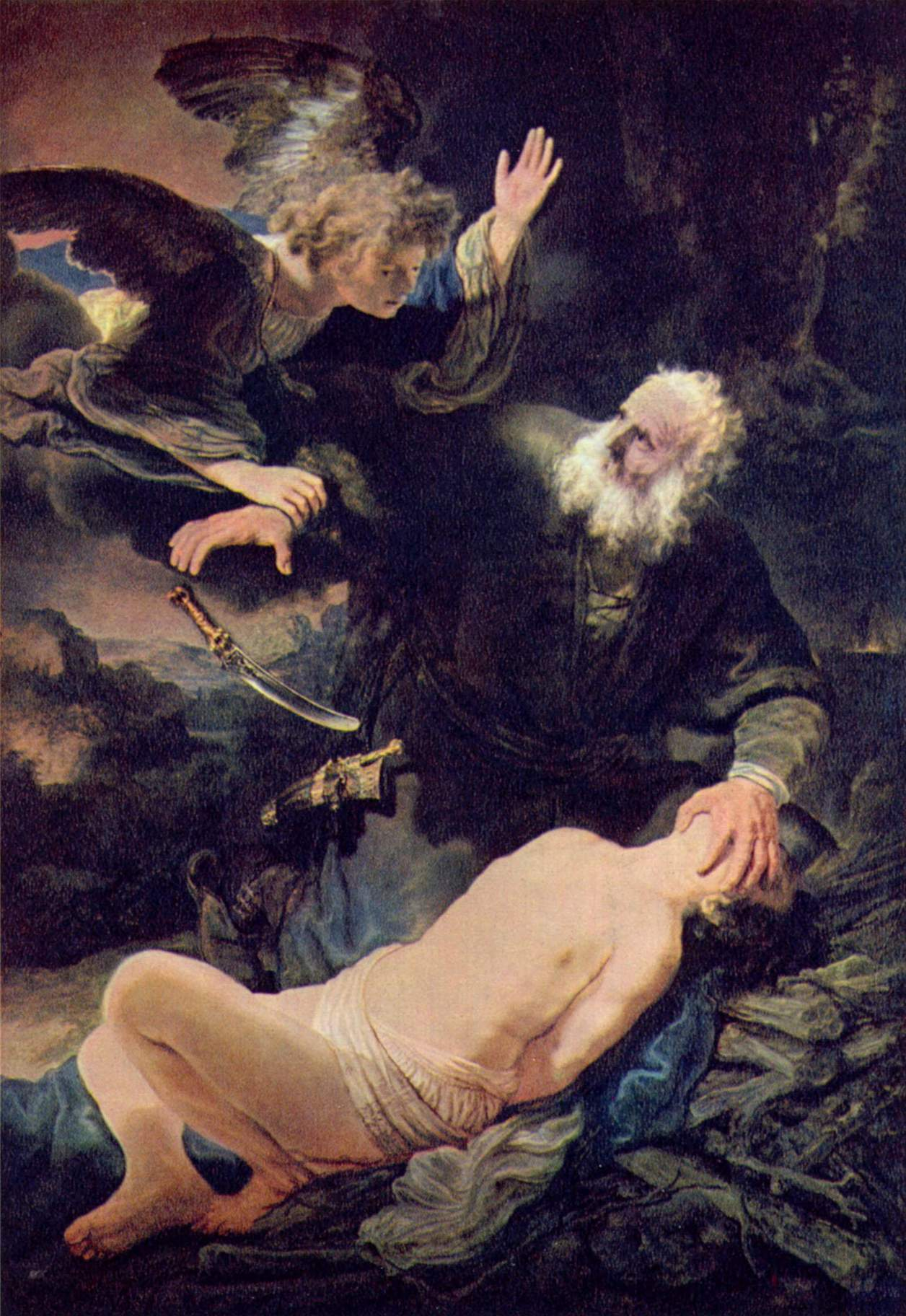
Assim como o jogo original, The Binding of Isaac: Rebirth é influenciado pelo conto bíblico onde Deus pede para que Abraão sacrifique seu único filho, Isaque, a fim de testar sua fé.

O enredo de The Binding of Isaac é inspirado na história bíblica do sacrifício de Isaque. Isaac, uma criança, e sua mãe moram felizes em uma pequena casa numa colina. Enquanto Isaac passa o tempo com seus brinquedos, sua mãe assiste programas religiosos na televisão. Certo dia ela escuta uma voz divina que afirma que seu filho está corrompido pelo pecado e precisa ser salvo. A voz pede a mulher para remover tudo de mau em Isaac na tentativa de protegê-lo. Sua mãe então lhe tira todos os seus brinquedos, fotos, consoles de videogames e até mesmo suas roupas.
A voz mais uma vez fala com a mãe de Isaac e afirma que o menino deve ser isolado de todo o mal no mundo. Ela atende o pedido e obriga Isaac a ficar preso dentro de seu quarto. Em seguida a voz diz que a mãe agiu corretamente, mas ainda assim questiona sua devoção e pede para sacrificar seu filho como a prova final. Acatando a ordem, ela pega uma faca na cozinha e caminha até o quarto de Isaac. Ele olha através de uma fenda de tamanho considerável em sua porta e entra em pânico, escapando através de um alçapão escondido sob seu tapete pouco antes de sua mãe abrir a porta. Em seguida o jogo inicia e Isaac agora precisa fugir de todos os perigos escondidos no porão de sua casa.
Durante os pontos de carregamento do jogo, Isaac é mostrado chorando em posição fetal sob a luz de seu quarto. Seus pensamentos são visíveis, variando entre a rejeição de sua mãe e a humilhação de seus colegas para um cenário que envolve a sua própria morte. O jogo possui dezesseis finais animados que são destravados progressivamente após o fim das jogatinas.

## Desenvolvimento
The Binding of Isaac foi desenvolvido Edmund McMillen e Florian Himsl em 2012 a partir de um game jam interno após a conclusão de Super Meat Boy. Após a conclusão deste, McMillen decidiu desenvolver um roguelike baseado no primeiro The Legend of Zelda que abordasse seus pensamentos a respeito da religião. Eles usaram Adobe Flash, que lhes permitiu criar o jogo rapidamente. McMillen lançou o jogo na Steam sem muitas expectativas de vendas, mas ele acabou se tornando muito popular devido a vários vídeos publicados por jogadores no YouTube. Procurando expandi-lo, McMillen e Himsl ficaram impossibilitados de fazerem grandes alterações devido a limitação do Flash. Embora eles foram capazes de incorporar mais conteúdo através da expansão Wrath of Lamb, McMillen teve que cancelar um segundo pacote de atualizações.
McMillen foi abordado após o lançamento do jogo original por Tyrone Rodriguez da Nicalis, um estúdio de desenvolvimento e publicação que tinha ajudado a trazer os jogos de computador Cave Story e VVVVVV para consoles. Rodriguez ofereceu os serviços da Nicalis para ajudar na conversão de The Binding de Isaac. McMillen estava interessado, mas exigiu que eles recriassem o jogo fora do Flash para incorporar o material adicional que ele não pôde incluir anteriormente, além de corrigir alguns problemas adicionais encontrados desde o lançamento. McMillen também pediu para ser deixado de fora da parte do lançamento seguindo suas experiências negativas em negociações de Super Meat Boy, algo que Rodriguez concordou. A criação, intitulado de The Binding of Isaac: Rebirth, foi anunciada oficialmente em novembro de 2012 como uma versão para consoles, com planos de melhorar os gráficos para cores de 16 bits e incorporar o conteúdo previsto para a segunda expansão, bem como material novo. Um modo cooperativo local também foi adicionado, embora McMillen disse que não poderia inserir um modo online pois isso prolongaria drasticamente o tempo de desenvolvimento.
McMillen quis revisar o jogo inteiro, particularmente seus gráficos, que ele descreveu como "monstruosos". Depois que os jogadores votaram para determinar qual estilo de arte seria usado na recriação, McMillen e Nicalis trouxeram artistas para melhorar os gráficos originais ao novo estilo e, em seguida, começaram a trabalhar no novo conteúdo.  McMillen também encomendou uma nova trilha sonora para Matthias Bossi e Jon Evans da Ridiculon.

## Lançamento
Inicialmente, McMillen e Rodriguez queriam desenvolver The Binding of Isaac: Rebirth para o Nintendo 3DS, como um tributo às suas raízes no The Legend of Zelda. Em 2012, a Nintendo se recusou que o The Binding of Isaac original fosse lançado no 3DS, já que naquele momento, o jogo tinha recebido classificações com conteúdo potencialmente censurável. Apesar de terem passado algum tempo na criação da versão para 3DS antes da recusa, McMillen e Rodriguez decidiram se concentrar nas versões para computador e para o PlayStation. Estas plataformas deram-lhes mais recursos para trabalhar, permitindo aumentar as capacidades do jogo. Além das versões para PlayStation 3 e PlayStation Vita, a Nicalis estava em negociação com a Microsoft para um lançamento no Xbox One; McMillen também havia considerado uma possível versão para iOS no futuro. McMillen e Nicalis optaram por mover o desenvolvimento da versão de PlayStation 3 para o recém-anunciado PlayStation 4 em agosto de 2013, anunciando o seu lançamento no Gamescom daquele ano. Esta versão, juntamente com a de PlayStation Vita e para computadores pessoais foi liberada em 4 de novembro de 2014.
Durante o desenvolvimento, três funcionários da Nintendo — Steve Singer, o vice-presidente de licenciamento; Mark Griffin, um gerente sênior em licenciamento, e Dan Adelman, o chefe de desenvolvimento independente — defenderam o jogo dentro da empresa. Os três continuaram a trabalhar dentro da Nintendo, e, em 2014, foram capazes de garantir a aprovação para que The Binding of Isaac: Rebirth fosse lançado para o 3DS e Wii U. McMillen e a Nicalis, já tendo passado tempo adaptando o jogo para rodar em sistemas mais potentes, trabalharam para tentar manter o jogo intacto, enquanto faziam o porte para o 3DS. Eles passaram cerca de um ano nesta conversão, e enquanto eles tinham começado o jogo para trabalhar no modelo 3DS original, o desempenho foi abaixo do ideal. Com a ajuda da Nintendo, eles foram um dos primeiros desenvolvedores para garantir um pacote de desenvolvimento para o New Nintendo 3DS, que tinha um hardware mais poderoso e mais memória para suportar e executar o jogo na velocidade desejada para combinar com as outras versões da plataforma. O anúncio das versões de New 3DS e Wii U foi feita juntamente com planos para uma versão de Xbox One. O lançamento do jogo para todos os três sistemas foi feito em 23 de julho de 2015.
Em janeiro de 2016, a Nicalis relatou que eles estavam trabalhando em um porte para iOS, mas no mês seguinte, a empresa informou que a Apple rejeitou o aplicativo para a App Store citando que o jogo retrata "violência contra crianças" e é contra suas políticas de conteúdo.

### Conteúdo adicional

#### The Binding of Isaac: Afterbirth
Em fevereiro de 2015, McMillen anunciou a primeira expansão para The Binding of Isaac: Rebirth, Intitulado Afterbirth, o pacote foi lançado em 30 de outubro de 2015 para Windows, OS X e Linux. As versões para PlayStation 4 e Xbox One foram lançadas em 10 de maio de 2016. A expansão acrescentou itens, inimigos, andares alternados, chefes e novos finais. Em Afterbirth, também foi adicionado o "Modo Greed", que é baseado em derrotar ondas de inimigos em pouco tempo.
Na programação do The Binding of Isaac original, McMillen tinha colocado uma série de segredos dentro do jogo, que os fãs começaram a descobrir e discutir sobre eles no Reddit. Com a dedicação deles para encontrar esses segredos, McMillen acrescentou etapas para ocultá-los ainda mais, os colocando em atualizações. Com Rebirth, McMillian sabia que os jogadores procurariam quaisquer segredos escondidos, então ele tomou medidas para tornar a existência de um novo personagem jogável, The Lost, completamente oculto. Para liberá-lo, seria necessário uma série de medidas muito específicas, com pistas sobre o que fazer sendo espalhadas por alguns itens do jogo. Como tal, McMillen e sua equipe acreditaram que levaria muito tempo antes dos jogadores descobrirem The Lost. No entanto, depois do lançamento, jogadores no Reddit começaram a procurar nos arquivos executáveis do jogo para encontrar pistas sobre segredos, descobrindo a existência do personagem e os meios para desbloqueá-lo dentro de cerca 109 horas após o lançamento. Na época, McMillen disse que estava desapontado com a comunidade, sentindo que sua equipe fez esforço para esconder esses tipos de segredos que eram para ser encontrados pela comunidade através das pistas dentro do próprio jogo e não olhando nos arquivos; enquanto ele ainda estava planejando lançar Afterbirth, McMillen disse que ele não estava com pressa pois sabia que os jogadores fariam uma investigação semelhante em seu lançamento.
Com Afterbirth, McMillen queria novamente para ocultar outro personagem, Keeper, bem como elementos relacionados com o pai de Isaac, que o jogo já sugere, mas sabia que os jogadores iriam procurar nos arquivos para encontrá-lo. Em vez disso, ele planejou um jogo de realidade alternativa (ARG), que exigiria que jogadores procurassem por pistas no mundo real. Quando Afterbirth foi lançado, os jogadores encontraram o que eles pensavam que eram bugs no jogo, como a falta de alguns itens prometidos, com alguns acusando McMillen de enganá-los. Embora algumas dessas omissões foram planejadas como parte do ARG, McMillen descobriu que faltavam acidentalmente alguns itens, e sua equipe correu para consertar o jogo, bem como tentou fornecer apoio e dicas sobre a existência de Keeper, utilizando o número 109 que havia se tornado uma parte do mito na cultura dos jogadores. McMillen comentou mais tarde que os itens em falta tinham distraído os jogadores dos segredos que ele tinha propositadamente escondeu.
Com o lançamento da atualização, os jogadores começaram a descobrir pistas para Keeper, engajando-se no ARG como McMillen havia planejado. Algumas das pistas incluíam ligações para um número de telefone especial e identificação de locais ao redor da área de Santa Cruz, Califórnia, onde McMillen mora. Seguindo pistas adicionais, incluindo a localização de uma figura enterrada de um dos mini-chefes do jogo, a comunidade foi capaz de desbloquear Keeper no jogo e itens relacionados a ele. Embora o ARG tenha funcionado, McMillen afirmou  que ele não iria envolver a comunidade de uma forma semelhante para evitar fazê-lo parecer egocêntrico.

#### The Binding of Isaac: Afterbirth †
Em dezembro de 2015, a Nicalis anunciou que uma segunda expansão estava em desenvolvimento, provisoriamente intitulada Afterbirth †. Além de adicionar monstros, chefes e itens para o jogo, a expansão incluirá um bestiário que irá controlar a quantidade de cada tipo de criatura e chefe que o jogador tenha cumulativamente derrotado, suporte para modificações, permitindo aos jogadores personificar tipos de salas, importar seus próprios gráficos e programar eventos usando a linguagem Lua.

#### The Binding of Isaac: Repentance
Em setembro de 2018, McMillen oficialmente anunciou que uma terceira expansão estava em desenvolvimento, que iria adicionar uma modificação feita por fãs The Binding of Isaac: Antibirth, que adiciona 2 novos personagens jogáveis, novos bosses e inimigos, andares e finais.
The Binding of Isaac: Repentance adiciona 2 novos personagens jogáveis, Bethany e Jacob & Esau (além de versões alternativas de todos os personagens já adicionados anteriormente, sendo chamados de Tainted), vários novos capítulos, bosses e inimigos, até hoje recendo atualizações com balanceamentos, novos bosses e Easter eggs.
The Binding of Isaac: Repentance coloca um fim na história de Isaac, com bosses finais que representam seu passado e memórias.

## Recepção
The Binding of Isaac: Rebirth recebeu avaliações favoráveis dos críticos. No Metacritic, o jogo tem uma média de 86 de 100 baseado em dez opiniões na versão para computador e 88 de 100 baseado em quinze opiniões na versão de PlayStation 4.
Dan Stapleton da IGN elogiou Rebirth pela variação aparentemente interminável na jogabilidade que cada partida cria, dando-lhe "muita motivação" para continuar a jogar o jogo, mas criticou o título pela sua falta de informação sobre os diversos itens de poder.  Escrevendo para a GameSpot, Brent Todd sentiu que enquanto o jogo pode inicialmente ser perturbador para os jogadores com a sua história e imagens, Rebirth tem "jogabilidade rápida e variada e novos recursos aparentemente intermináveis" que iria manter o jogador entretido por um longo tempo. Simon Parkin do Eurogamer disse que Rebirth, às vezes, "parece o produto de um processo psicoterapêutico", mas é "o roguelike mais acessível já feito", devido ao seu esquema de controle fácil e randomização através de cada partida. Nic Rowen do Destructoid disse que Rebirth foi uma grande melhoria comparado ao Binding of Isaac original, e que é "uma experiência incrível que não pode ser desperdiçada".
Em julho 2015, as duas versões de The Binding of Isaac venderam juntas mais de cinco milhões de cópias, com a versão original tendo superado a marca de três milhões de unidades vendidas em todo o mundo.